# 細尾岩頭長頜魚
細尾岩頭長頜魚，為輻鰭魚綱骨舌魚目象鼻魚科岩頭長頜魚屬的其中一種，分布於非洲西部的淡水流域，體長可達11.3公分，棲息在底層水域。